# Holstenniendorf
Holstenniendorf es un municipio situado en el distrito de Steinburg, en el estado federado de Schleswig-Holstein (Alemania). Tiene una población estimada, a fines de 2020, de 393 habitantes.
Forma parte de la colectividad de municipios (en alemán, amt) de Schenefeld.
Está ubicado al oeste del estado, cerca del canal de Kiel y de la desembocadura del río Elba en el mar del Norte, y al noroeste de la ciudad de Hamburgo.